# قصر به قصر
قصر به قصر (به فرانسوی: D'un château l'autre") رمانی از لویی فردینان سلین نویسنده فرانسوی‌ست که اولین‌بار در سال ۱۹۵۷ منتشر شد.
این اثر در سال ۱۳۸۸ به دست مهدی سحابی به فارسی ترجمه و به وسیله نشر مرکز متشر شده‌است.
«قصر به قصر» مانند رمان‌های سفر به انتهای شب و مرگ قسطی روایت زندگی خود سلین است. در رمان سفر به انتهای شب، سلین راوی جوانی خودش بود. در مرگ قسطی روایت‌گر دوران کودکی و نوجوانی و حالا در قصر به قصر راوی دوران کهولت و پیری خودش است.